# Sangoco
Die SANGOCO (Abkürzung von englisch South African National NGO Coalition) ist oder war ein 1995 gegründeter Dachverband von südafrikanischen Nichtregierungsorganisationen.
Er betrieb ab 1998 die Internationale Kampagne für Entschuldung und Entschädigung im südlichen Afrika, die von 2002 bis 2013 erfolglos einen Prozess in den USA führte. In Deutschland wurde die Kampagne von Medico international unterstützt. 
Die Organisation scheint seit längerer Zeit nicht mehr aktiv zu sein. Ihre Website ist auch heute (Stand: November 2019) noch online, die dortigen Berichte über das Weltsozialforum wurden jedoch offensichtlich letztmals im Jahr 2004 aktualisiert. 

## Website
- http://www.sangoco.org.za